# George R. Caron
Pour les articles homonymes, voir Caron.
L'aviateur américain George Robert Caron (1919-1995) est un des membres de l'équipage qui largua la première bombe atomique sur Hiroshima.

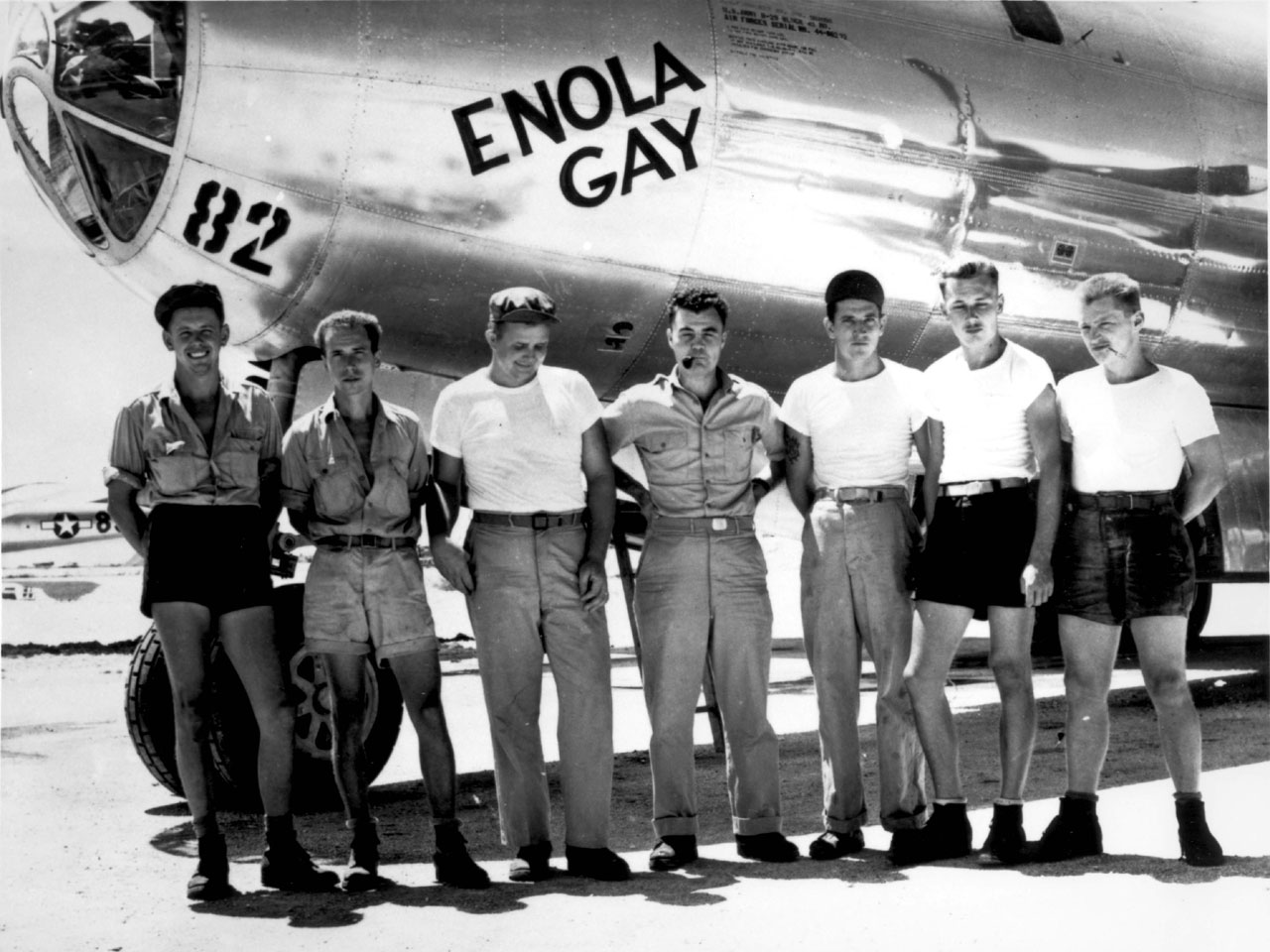
L'équipage de lEnola Gay autour de son pilote, le major Paul Tibbets.

## Biographie
Né le 31 octobre 1919, George (dit Bob) Caron est décédé le 3 juin 1995 à Denver (Colorado). Sa dépouille y est inhumée au Fort Logan National Cemetery.
Sergent aviateur affecté au 509th Composite Group de l'US Air Force, il était mitrailleur de queue à bord du bombardier B-29 Enola Gay lors de la mission qui rasa Hiroshima le 6 août 1945.

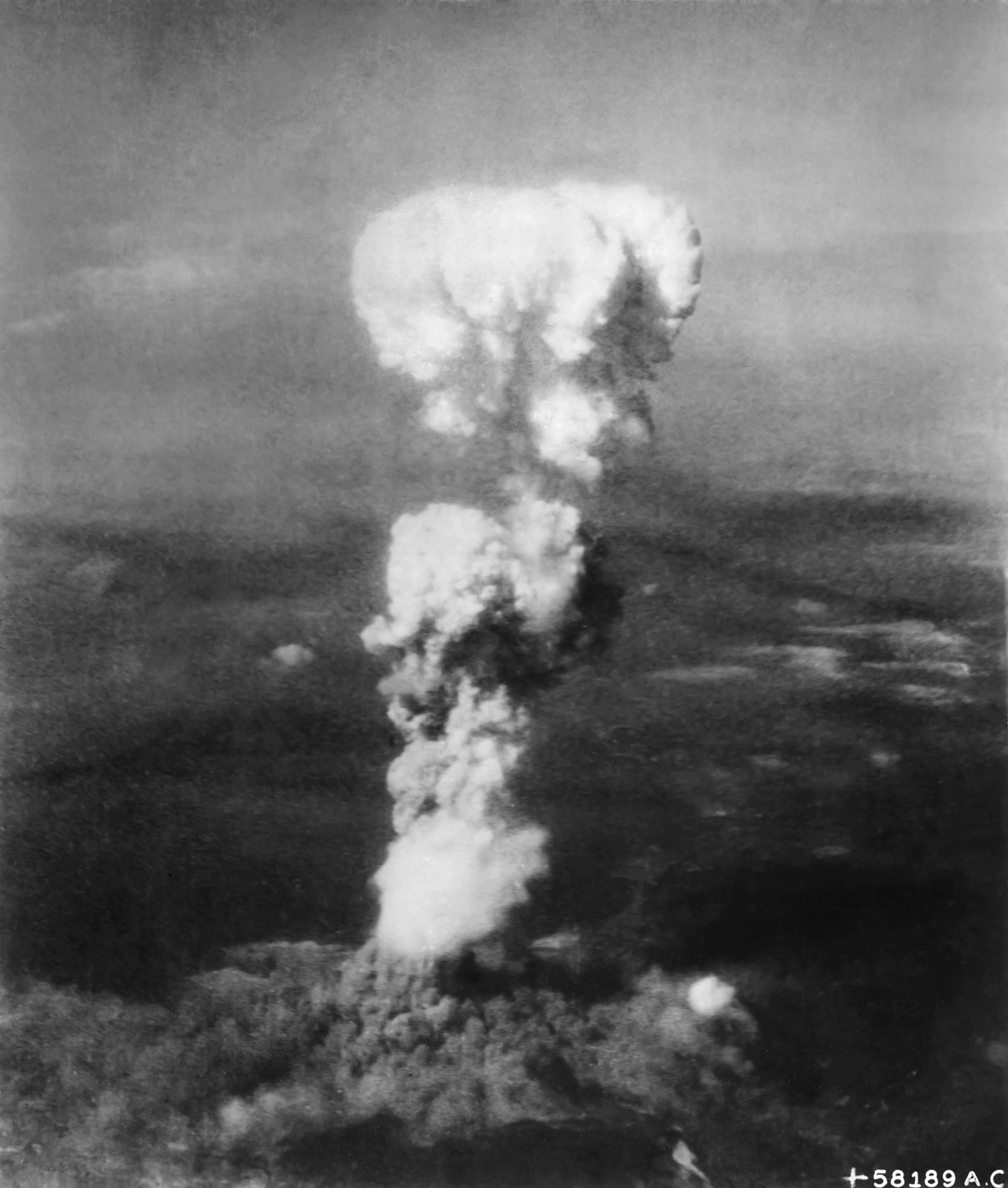
Cliché du champignon nucléaire d'Hiroshima, pris par le sergent George R. Caron le 6 août 1945 vers du matin.

Son poste de combat en fit le seul membre de l'équipage à assister visuellement à l'explosion et à la formation du champignon nucléaire, qu'il avait mission de prendre en photographie avec un appareil photo de type Kodak-20. Son rouleau de clichés est le seul qui existe de cette explosion. Son contenu a été publié pour la première fois par Life Magazine.
Après avoir été momentanément aveuglé par l'éclair de l'explosion, Caron décrivit ensuite le spectacle qu'il avait eu sous les yeux comme une "vision de l'enfer", et le champignon atomique comme "une masse bourgeonnante de fumée gris-pourpre, au cœur de laquelle on voyait un noyau rouge dans lequel tout se consumait".
L'ancien mitrailleur demeura toute sa vie convaincu de la légitimité de l'action à laquelle il avait participé.
Il a laissé un livre de souvenirs posthumes intitulé Fire of a Thousand Suns (1995)  (ISBN 0-9639014-9-4).